# ガラクトシダーゼ
ガラクトシダーゼ（Galactosidases） は ガラクトシドの単糖への加水分解を触媒する酵素（糖質加水分解酵素)。 

## 概要
ガラクトシドはアルファまたはベータのいずれかに分類することができる。α-galactosideを分解する酵素は α-ガラクトシダーゼ（α-gal)と呼ばれ、スフィンゴ糖脂質または糖タンパク質などのαガラクトシド残基を含む基質の加水分解を触媒する。 一方、β-galactosideを分解する酵素はβ-ガラクトシダーゼ（β-gal）と呼ばれ、二糖の 乳糖を単糖類成分のブドウ糖 、ガラクトース に分解する。α、βの両ガラクトシダーゼは EC番号 3.2.1.に分類される。
白血球におけるA型α-gal（α-gal A）活性の欠如は ファブリー病に関連している。α-galの二つのリコンビナント（遺伝子組換え技術によって人工的に作製されたタンパク質）はアガルシダーゼ　アルファ（agalsidase alfa, INN) とアガルシダーゼ　ベータ（agalsidase beta, INN)で、α-ガラクトシダーゼ酵素製剤としてファブリー病の治療に用いる。
ガラクトシダーゼは様々な用途があり、プレバイオティクスの産生、トランスガラクトシル化生成物の生合成、およびラクトースの除去を含む。
β-galは大腸菌のラクトースオペロンを構成する遺伝子の一つであるlacZによりコードされる。遺伝子発現を制御するために使われる。

## 用途
β-ガラクトシダーゼ（β-gal）は、青/白選択（ブルー・ホワイトセレクション）というコロニースクリーニングと呼ばれるプロセスにおいて、遺伝子組換えプラスミドによる細菌の形質転換効率を追跡するために使用することができる。
β-GALは4つの同一のポリペプチド鎖（サブユニット）から構成される。β-galを2つの断片に分離すると、不活性断片の再結合の際に酵素活性を回復する独特の性質を有する 。α相補と呼ばれる過程において、断片の1つ（ω）は、細菌の染色体に見られるlacオペロンの遺伝子の一部によってコードされ、他方の断片（α）は他の部分によってコードされる そのプラスミド中に見出される遺伝子の一部である。両断片が存在することで、β-gal活性が回復する。しかし、α断片のコード化に関与する遺伝子座内に標的遺伝子を配置することにより、プラスミド中の標的遺伝子の存在を追跡することができる。 標的遺伝子が存在する場合、α断片遺伝子は不活性となり、α断片は産生されない。その場合はβ-galは活性化しない。 ベクター内に標的の遺伝子が見つからない場合、α断片が活性化し、α断片が産生、β-galが活性を得るようになる。 β-gal活性を追跡するために、ラクトースの無色アナログのX-galを用いる。X-gal のβ-galによる加水分解で生じたガラクトースは青色の化合物になる。 
このように、標的遺伝子で形質転換された組換えプラスミドのβ-galは不活性で、コロニーが白色に見えるが、標的遺伝子を欠くプラスミドで形質転換された場合は、β-gal活性によりコロニーは青色となるが細菌変形のプラスミドの標的遺伝子は、β-gal活躍中のコロニーで表示される。